# تافلا
تافلا (به اسپانیایی: Tafalla) یک دهستان‌های اسپانیا و دهستان و شهر در اسپانیا است که در نابارا واقع شده‌است. تافلا ۹۸٫۲۹ کیلومتر مربع مساحت دارد ۴۲۱ متر بالاتر از سطح دریا واقع شده‌است.